# 51 Pegasi
Az 51 Pegasi csillag a Pegazus csillagkép irányában látszik, és a Földtől 50,1 fényév távolságban van. A Naphoz hasonló tömegű, méretű és színképosztályú. 1995-ben fedezte fel Michael Mayor és Didier Queloz az első, hivatalosan is bejelentett exobolygót az 51 Pegasi csillagnál.
A csillag a Napunknál 11%-kal nagyobb tömegű, átmérője 23%-kal nagyobb.
Az 51 Pegasi b névre keresztelt, Jupiter típusú óriásbolygó kb. 7,5 millió km távolságban kering a napja körül 4 nap 4 óra keringési időtartammal.

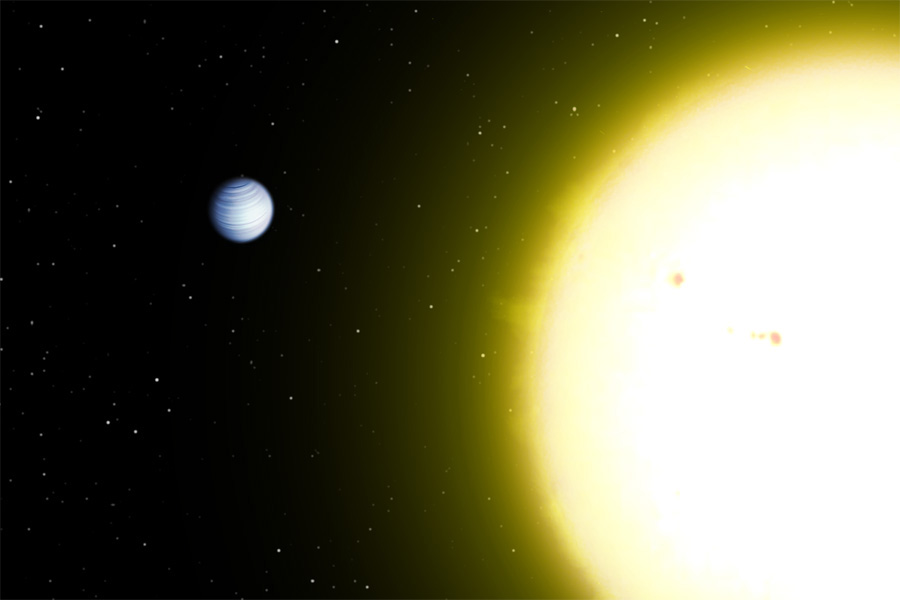
Az 51 Pegasi és a körülötte keringő bolygó fantáziarajzon

A bolygó tömege 47%-kal kisebb, mint a Jupiteré, de  átmérője 50%-kal nagyobb. 